# Andrewsianthus marionensis
Andrewsianthus marionensis är en bladmossart som först beskrevs av Sigfrid Wilhelm Arnell, och fick sitt nu gällande namn av Riclef Grolle. Andrewsianthus marionensis ingår i släktet Andrewsianthus och familjen Scapaniaceae. Inga underarter finns listade i Catalogue of Life.